# Gare de Braibant
La gare de Braibant est une ancienne gare ferroviaire belge des lignes 128, de Ciney à Yvoir et 162, de Namur à Sterpenich (frontière), située à Braibant, section de la ville de Ciney, dans la Province de Namur en Région wallonne.

## Histoire
La ligne de Namur à Arlon, via Ciney, est mise en service de 1858 à 1859 par la Grande compagnie du Luxembourg et nationalisée en 1873. Il n'y a alors aucun arrêt ferroviaire à Braibant.
La construction d'une ligne ferroviaire de Ciney à Spontin et à la vallée de Meuse motivera la création d'une halte à Braibant, là où cette ligne est parallèle à celle du Luxembourg. Dotée de quais desservant ces deux lignes, elle est ouverte le 5 juillet 1898 lorsque les Chemins de fer de l'État belge inaugurent la section de Ciney à Spontin. Cette halte possède aussi une cour à marchandises.
La halte finit par devenir un point d'arrêt sans personnel. La ligne du Luxembourg est électrifiée en 1956. Quatre ans plus tard, la desserte voyageurs de la ligne 128 est remplacée par des bus; des trains de marchandises locaux continueront à y circuler jusqu'en 1983.
Le 3 juin 1984, avec l'instauration du plan IC-IR, la SNCB supprime l'arrêt de Braibant. Les trains omnibus de la ligne 162 la traversent désormais sans s'y arrêter.
L’association Patrimoine ferroviaire et tourisme (PFT) a remis en service cette partie de la ligne 128 à partir de 1992, recréant un petit quai à Braibant. Entre 2014 et 2021, cette section de la ligne 162 est intégralement reconstruite et ré-électrifiée. À cette occasion, le passage à niveau de Braibant est remplacé par un souterrain et la voie de la ligne 128 est renouvelée.

## Patrimoine ferroviaire
Le bâtiment des recettes appartient à la famille des haltes de plan type 1893, comme celles érigées sur la Ligne 128 à Sovet, Dorinne-Durnal, Purnode et Évrehailles-Bauche ainsi que de nombreux arrêts secondaires de tout le réseau belge, dont la ligne 162.
Celui de Braibant s'écarte cependant du plan type régulier par son corps de logis à étage, constitué de deux parties à deux travées avec un écart important et un léger rétrécissement qui pourrait rappeler la disposition en « T »  du plan type 1888. L'aile de service est un simple appentis au lieu d'une construction plus étendue en « L » . La disposition d'origine des percements de l'aile basse (remaniée depuis) et la fenêtre au pignon divergent également du plan des bâtiments de la ligne 128. Comme ces derniers, elle est réalisée en pierre locale, d'une teinte plus jaunâtre.
Désaffecté du service ferroviaire, ce bâtiment a été racheté par un particulier et l'aile basse a été complètement reconstruite avec un second étage en mezzanine éclairé de six chiens-assis. Seul le mur-pignon de cette aile a gardé sa configuration initiale.
La partie haute est en état proche de l'origine et porte encore une pierre gravée du nom de la gare entre les deux premières travées.